# Passaporto di Gibilterra
Il passaporto di Gibilterra è un passaporto britannico rilasciato ai cittadini di Gibilterra e ad altri cittadini britannici residenti a Gibilterra per i loro viaggi fuori dall'Unione europea e dallo Spazio economico europeo.
In seguito al British Nationality Act del 1981 e al successivo British Overseas Territories Act del 2002 i gibilterrini sono di diritto cittadini dei Territori Britannici d'Oltremare ma possono richiedere di essere registrati come cittadini britannici a tutti gli effetti e ciò è un diritto che non può essere rifiutato.

## Caratteristiche
Il passaporto di Gibilterra rispetta le caratteristiche dei passaporti dell'Unione europea ed è del tutto simile, con lo stesso valore, a quelli rilasciati del Regno Unito tranne che per la parola "GIBRALTAR" che è aggiunta sotto la scritta "UNITED KINGDOM OF GREAT BRITAIN AND NORTHERN IRELAND" sulla copertina e nella pagina delle informazioni.
Dal 2005 i passaporti rilasciati a Gibilterra contengono i dati biometrici e sulla copertina è riportato l'apposito simbolo  sotto la parola "PASSPORT".